# Šenov u Nového Jičína (przystanek kolejowy)
Šenov u Nového Jičína – przystanek kolejowy w Nowym Jiczynie, w kraju morawsko-śląskim, w Czechach. Znajduje się na wysokości 265 m n.p.m.
Jest zarządzany przez Správę železnic. Na przystanku nie ma możliwości zakupu biletów, a obsługa podróżnych odbywa się w pociągu.

## Linie kolejowe
- 278 Suchdol nad Odrou - Nový Jičín město